# Линь Цзэсюй
Линь Цзэсю́й (кит. трад. 林則徐, упр. 林则徐, пиньинь Lín Zéxú; 30 августа 1785, Хоугуань — 22 ноября 1850, Пунин, империя Цин) — высокопоставленный китайский императорский чиновник.

## Биография
Родился в 1785 году в уезде Хоугуань Фучжоуской управы провинции Фуцзянь.
С 1838 года — наместник Хугуана (в это наместничество входили провинции Хубэй и Хунань), где начал борьбу с опиумоторговлей. В том же году был назначен чрезвычайным уполномоченным высшего ранга для расследования опиумных дел в провинции Гуандун и командующим морскими силами этой провинции (с сохранением поста наместника Хугуана).

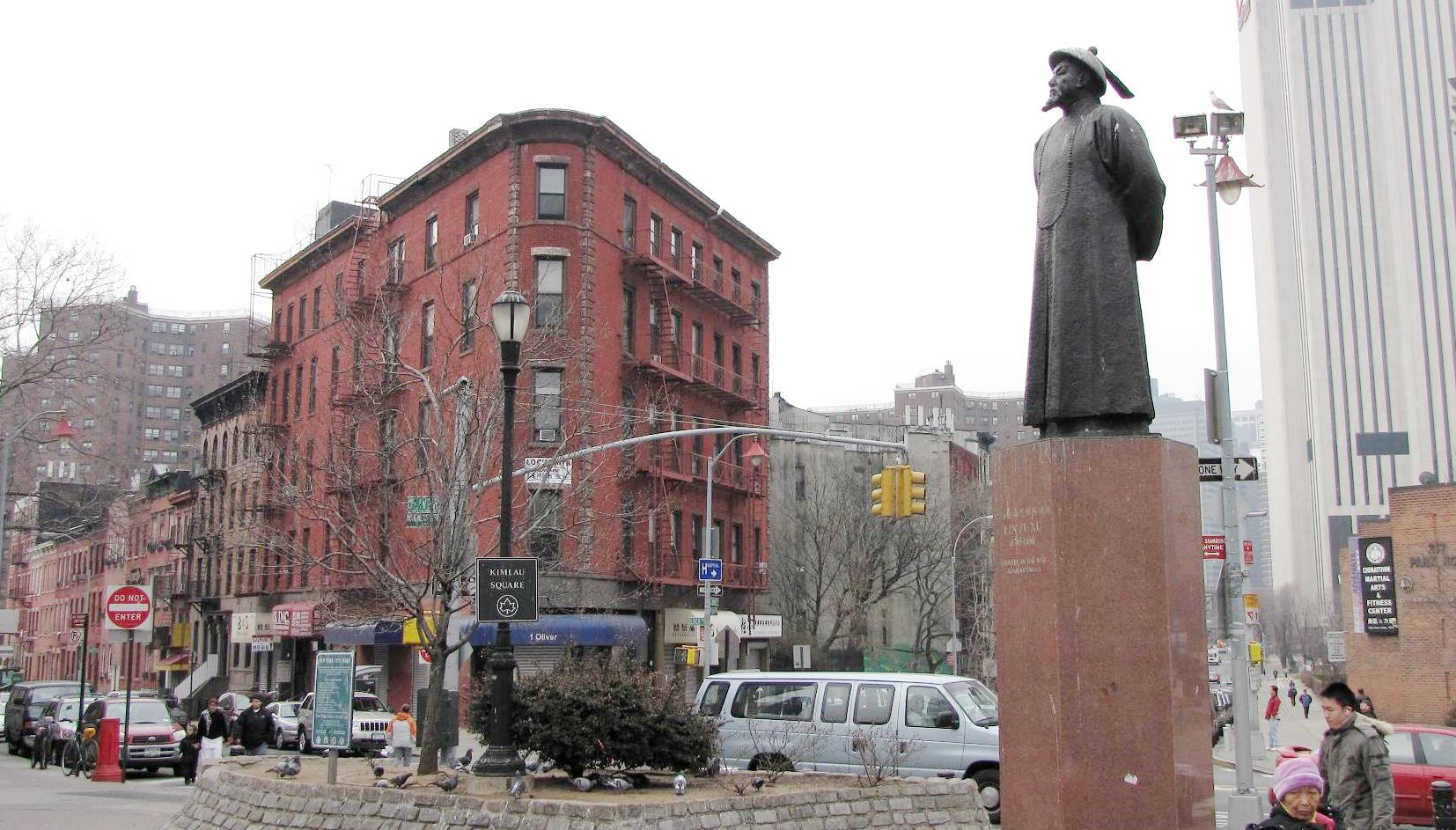
Памятник Линь Цзэсюю в Нью-Йорке

Издал приказ по пресечению контрабанды опиума английскими торговцами. Действия, предпринятые во исполнение этого приказа в 1839 году послужили поводом к развязыванию Великобританией Первой Опиумной войны. Линь Цзэсюй заставил английских купцов сдать имевшийся у них опиум и распорядился уничтожить его. В двух посланиях королеве Великобритании Виктории Линь Цзэсюй сообщал о запрещении употребления опиума в Китае и требовал прекратить производство наркотика в Англии и землях, ей подчинённых.
Мы слышали, что в вашей собственной стране опиум запрещён со всей строгостью и серьёзностью, — это доказывает, что вам прекрасно известно, сколь пагубен он для человечества. И если ваши власти запрещают отравлять свой народ, они не должны травить народы других стран!
Если Англия хочет торговать с Китаем, она, считал Линь Цзэсюй, должна покончить с преступной торговлей опиумом.
Известен также как философ, работавший над развитием неоконфуцианской школы китайской философии. В 1830 году совместно с другими видными представителями этого направления основал Сюаньнаньское поэтическое общество. В 1813—1816 годах — член Академии Ханьлинь.

## Образ в искусстве
В 1959 году китайские кинематографисты сняли фильм «Линь Цзэсюй» (в советском прокате «Опиумные войны»), заглавную роль в котором исполнил Чжао Дань.